# Súdwest-Fryslân
Súdwest-Fryslân – gmina w prowincji Fryzja w Holandii. W 2014 roku zamieszkiwało ją 84 258 mieszkańców. Gmina ma bardzo dużą powierzchnię - 841,56 km², jednak aż 381,92 km² zajmuje woda. Gmina powstała w 2011 roku z połączenia Bolsward, Nijefurd, Sneek, Wonseradeel oraz Wymbritseradeel. W 2014 roku częściowo dołączono fragmenty zlikwidowanej gminy Boarnsterhim.
Przez gminę przechodzą autostrada A7 oraz drogi prowincjonalne: N31, N354 oraz N359.

## Miejscowości

### Miasta
Bolsward, Hindeloopen, IJlst, Sneek (stolica), Stavoren i Workum.

### Wioski
Abbegea, Allingawier, Arum, Blauwhuis, Breezanddijk, Burgwerd, Cornwerd, Dedgum, Exmorra, Ferwoude, Folsgare, Gaast, Gaastmeer, Gauw, Goënga, Greonterp, Hartwerd, Heeg, Hemelum, Hichtum, Hieslum, Hommerts, Idsegahuizum, Idzega, Indijk, It Heidenskip, Jutrijp, Kimswerd, Kornwerderzand, Koudum, Koufurderrige, Loënga, Lollum, Longerhouw, Makkum, Molkwerum, Nijhuizum, Nijland, Offingawier, Oosthem, Oppenhuizen, Oudega, Parrega, Piaam, Pingjum, Sandfirden, Scharnegoutum, Schettens, Schraard, Smallebrugge, Tirns, Tjalhuizum, Tjerkwerd, Uitwellingerga, Warns, Westhem, Witmarsum, Wolsum, Wons, Woudsend, Ypecolsga, Ysbrechtum, Zurich.

### Przysiółki
Aaksens, Abbegaasterketting, Anneburen, Arkum, Atzeburen, Baarderburen, Baburen, Bovenburen, De Hel, Dijksterburen, Doniaburen, Draaisterhuizen, Eemswoude, Exmorrazijl, Feytebuorren, Galamadammen, Grauwe Kat, Grote Wiske, Idserdaburen, Jonkershuizen, Jousterp, Jouswerd, Kampen, Kleine Gaastmeer, Kleine Wiske, Kooihuizen, Laaxum, Lippenwoude, Lytshuzen, Nijbuorren, Nijeklooster, Piekezijl, Remswerd, Rijtseterp, Scharneburen, Strand, Vierhuizen, Vijfhuis, Vissersburen, Wonneburen i Wolsumerketting.